# Paul Nuttall

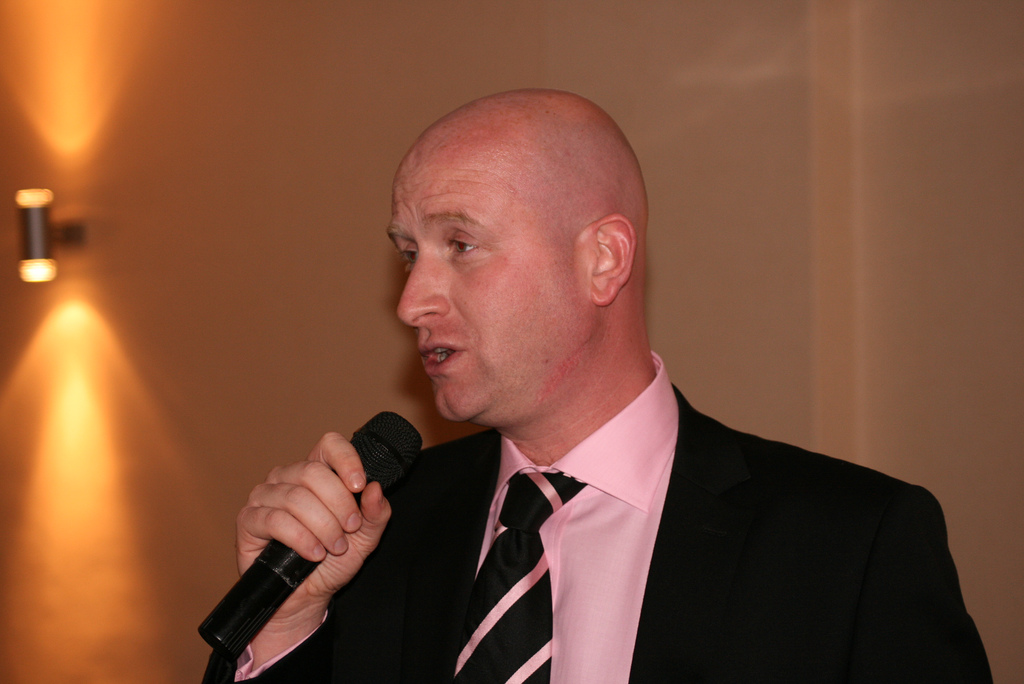
Paul Nuttall

Paul Nuttall (* 30. November 1976 in Bootle, Merseyside) ist ein britischer Politiker von Reform UK (bis 1/2021 Brexit Party). Zuvor war er unter anderem Vorsitzender der UK Independence Party (UKIP).

## Leben
Nuttall besuchte die katholische Savio High School und das Hugh Baird College in seiner Heimatstadt; anschließend erwarb er am North Lincolnshire College ein Diplom in Sportwissenschaft, bevor er am Edge Hill College und an der Liverpool Hope University einen B.A. bzw. einen M.A. in Geschichte erwarb. Von 2008 bis 2010 war er Parteivorsitzender der UKIP, anschließend Stellvertreter seines Nachfolgers Nigel Farage. Seit 2009 ist Nuttall Abgeordneter im Europäischen Parlament. Dort ist er als Mitglied im Ausschuss für Umweltfragen, öffentliche Gesundheit und Lebensmittelsicherheit tätig. Stellvertretendes Mitglied ist er im Ausschuss für Kultur und Bildung. Nuttall tritt für den Austritt des Vereinigten Königreichs aus der Europäischen Union ein. Im Einklang mit der UKIP-Politik spricht er sich gegen Political Correctness aus.
Am 28. November 2016 wurde Nuttall nach dem Rücktritt von Nigel Farage und dessen bereits nach 18 Tagen zurückgetretener Nachfolgerin Diane James mit 62,6 % der Delegiertenstimmen gegen seine Mitbewerber Suzanne Evans und John Rees-Evans zum Parteivorsitzenden gewählt. Peter Whittle, Abgeordneter der Londoner Stadtverordnetenversammlung, wurde sein Stellvertreter.